# Phryganopsyche cornuta
Phryganopsyche cornuta is een schietmot uit de familie Phryganopsychidae. De soort komt voor in het Palearctisch gebied.